# Rue Beau-Site
La rue Beau-Site (en occitan : carrièra Bel Lòc) est une voie de Toulouse, chef-lieu de la région Occitanie, dans le Midi de la France.

## Situation et accès

### Description
La rue Beau-Site est une voie publique de Toulouse. Elle se trouve dans le quartier Bonnefoy, dans le secteur 4 - Est.
Elle naît perpendiculairement au chemin Michoun. Longue de 261 mètres, parfaitement rectiligne et d'une largeur régulière de 10 mètres, elle est orientée au nord-est. Elle s'élève, depuis son origine, à 162 mètres, jusqu'à 163 mètres (face au no 9), puis s'abaisse progressivement à 161 mètres, en rencontrant la rue Maurice-Ravel, et enfin à 155 mètres, au carrefour de la rue des Glycines, où elle se termine.
La chaussée compte une seule voie de circulation automobile à double-sens. Elle est définie comme une zone 30 et la vitesse est limitée à 30 km/h. Il n'existe pas d'aménagement cyclable.

### Voies rencontrées
La rue Beau-Site rencontre les voies suivantes, dans l'ordre des numéros croissants :
1. Chemin Michoun
2. Rue Maurice-Ravel
3. Rue des Glycines

### Transports
La rue Beau-Site n'est pas directement desservie par les transports en commun. Elle est cependant proche de la rue du Faubourg-Bonnefoy, parcourue par les lignes de Linéo L9 et de bus 39. À l'est, l'avenue du Président-Gaston-Doumergue et le chemin Michoun sont également parcourus par la ligne de bus 19.
La station de vélos en libre-service VélôToulouse la plus proche est la station no 135 (183 rue du Faubourg-Bonnefoy). Située sur le coteau de la colline du Calvinet, elle est depuis 2017 considérée comme une station Bonus, qui permet de cumuler du temps supplémentaire pour les abonnés qui y ramènent leur vélo.

## Odonymie
Le nom de la rue reflète la promesse faite par le promoteur du lotissement aux nouveaux propriétaires. Il rappelle d'ailleurs le nom d'une voie parallèle, l'avenue Bellevue, ouverte l'année précédente.

## Patrimoine et lieux d'intérêt
- no  3 : maison (après 1934)[4].
- no  23 : maison (après 1934)[5].